# Siti riproduttivi di Acipenser naccarii
Siti riproduttivi di Acipenser naccarii este o arie protejată (sit de importanță comunitară — SCI) din Italia întinsă pe o suprafață de 233 ha, integral pe uscat.

## Localizare
Centrul sitului Siti riproduttivi di Acipenser naccarii este situat la coordonatele 45°10′11″N 9°10′21″E / 45.169856°N 9.172533°E.

## Înființare
Situl Siti riproduttivi di Acipenser naccarii a fost declarat sit de importanță comunitară în decembrie 2020 pentru a proteja 72 de specii de animale.

## Biodiversitate
Situată în ecoregiunea continentală, aria protejată conține 1 habitat natural: Râuri cu maluri nămoloase cu vegetație de Chenopodion rubri p.p. și Bidention p.p..
La baza desemnării sitului se află mai multe specii protejate:
- păsări (62): lăcar mare (Acrocephalus arundinaceus), lăcar-de-lac (Acrocephalus scirpaceus), fluierar de munte (Actitis hypoleucos), pițigoi codat (Aegithalos caudatus), ciocârlie-de-câmp (Alauda arvensis), pescăruș albastru (Alcedo atthis), rață sulițar (Anas acuta), rață pitică (Anas crecca), rață mare (Anas platyrhynchos), fâsă de luncă (Anthus pratensis), fâsă de pădure (Anthus spinoletta), egretă mare (Ardea alba), stârc cenușiu (Ardea cinerea), stârc roșu (Ardea purpurea), stârc galben (Ardeola ralloides), rață-cu-cap-castaniu (Aythya ferina), rața moțată (Aythya fuligula), Bubulcus ibis, bătăuș (Calidris pugnax), Cettia cetti,  prundaș gulerat mic (Charadrius dubius), prundaș gulerat mare (Charadrius hiaticula), chirighiță neagră (Chlidonias niger), barză albă (Ciconia ciconia), erete de stuf (Circus aeruginosus), erete cenușiu (Circus pygargus), lăstun de casă (Delichon urbicum), egretă mică (Egretta garzetta), presură de stuf (Emberiza schoeniclus), lișiță (Fulica atra), becațină comună (Gallinago gallinago), cocor (Grus grus), rândunică (Hirundo rustica), stârc pitic (Ixobrychus minutus), pescăruș argintiu (Larus cachinnans), pescăruș râzător (Larus ridibundus), câneparul (Linaria cannabina), rață fluierătoare (Mareca penelope), rață pestriță (Mareca strepera), prigoare (Merops apiaster), codobatură galbenă (Motacilla alba), codobatură de munte (Motacilla cinerea), codobatura galbenă (Motacilla flava), Numenius arquata arquata, stârc de noapte (Nycticorax nycticorax), vultur pescar (Pandion haliaetus), cormoran mare (Phalacrocorax carbo), ploier argintiu (Pluvialis squatarola), cristei de baltă (Rallus aquaticus), lăstun de mal (Riparia riparia), Spatula clypeata, rață cârâitoare (Spatula querquedula), scatiu (Spinus spinus), chiră de baltă (Sterna hirundo), chiră mică (Sternula albifrons), corcodel mic (Tachybaptus ruficollis), fluierar negru (Tringa erythropus), fluierar de mlaștină (Tringa glareola), fluierar cu picioare verzi (Tringa nebularia), fluierar de lac (Tringa stagnatilis), fluierarul cu picioare roșii (Tringa totanus), nagâț (Vanellus vanellus)
- nevertebrate (1): Ophiogomphus cecilia
- pești (9): sturion de adriatica (Acipenser naccarii), Barbus plebejus, Chondrostoma soetta, Cobitis bilineata, Lethenteron zanandreai, Protochondrostoma genei, Rutilus pigus, Salmo marmoratus, Telestes muticellus

Pe lângă speciile protejate, pe teritoriul sitului au mai fost identificate 4 specii de pești.